# Montserrat Championship
Die Montserrat Championship ist die höchste Fußballliga der Montserrat Football Association. Sie wurde 1995 gegründet. Von 2004 bis 2016 fand wegen andauernden Vulkanausbrüchen keine Meisterschaft mehr statt. Rekordmeister ist Police FC mit fünf Erfolgen.

## Teams
- Ideal SC
- Montserrat Secondary School
- Montserrat Volcano Observatory Tremors
- Royal Montserrat Police Force
- Seven Day Adventists Trendsetters

## Bisherige Sieger
- 1995/96: Police FC
- 1996/97: abgesagt
- 1998/99: nicht ausgetragen
- 2000: Police FC
- 2001: Police FC
- 2002/03: Police FC
- 2004: Ideal SC
- 2005–2015: nicht ausgetragen
- 2016: Police FC